# Pamir
Pamir ("Verdens tag") er et fællesnavn på et område med bjergkæder og højsletter i Centralasien, beliggende i Tadsjikistan, Kirgisistan, Afghanistan, Kina og Pakistan. Pamir omfatter et område på 120.000 km².

## Geografi
Pamir ligger i området, hvor de store centralasiatiske bjergkæder Tian Shan, Karakoram, Kunlun, og Hindu Kush mødes og består af flere steppeprægede sletter beliggende i 4-5000 meters højde, adskilt af bjergkæder på ca. 5-6.000 m, med enkelte toppe på over 7.000 m. Højsletterne er dannet ved, at floderne på grund af det tørre klima ikke har kunnet føre medbrydningsprodukterne fra bjergene bort, men disse har ophobet sig og udfyldt dalene. Ved vestranden, hvor nedbøren er større, er dalene dybt nedskårne og terrænet meget ujævnt.
Den centrale og overvejende del af Pamir ligger i regionen Gorno-Badakhsjan i Tadsjikistan, men bjergkæden strækker sig også ind i landene Kirgisistan, Afghanistan, Kina og Pakistan. Udstrækningen mod øst er omdiskuteret, da bjergene øst for Tashkurghan i Xinjiang i Kina af nogle bliver regnet til Pamir, mens andre anser dem som en del af Kunlun, og at Pamir dermed ender ved Sarykolbjergene, som udgør grænsen mellem Tadsjikistan og Kina. Den afghanske Wakhankorridoren går gennem Pamirområdet syd for Gorno-Badakhshan.
Den højeste top i Pamir er Kongur (Kungur Tagh) i Xinjiang, som er 7.719 m.o.h. 40 km længere mod sydvest, også i Xinjiang, ligger Muztagata, som er 7.546 m.o.h. Hvis de kinesiske bjerge derimod skal regnes til Kunlun, bliver Ismail Samani-toppen (fra 1932-1962 Pik Stalina, og fra 1962-1998 Pik Kommunizma) den højeste top i Pamir med sine 7.495 m.o.h.
Der er mange gletsjere i Pamir, herunder den 72 km lange Fedtsjenkogletsjer, som er den lengste gletsjer i verden udenfor polarområderne. Den største sø i Pamir er Karakul, som ligger nordøstligt i Tadsjikistan i en højde af 3914 m.o.h.
De fleste floder i Pamir løber vestover til Panjfloden, som munder ud i Amu Darya, og de største af disse er Wakhan og Pamirfloden i syd, Gunt og Murgab i de centrale dele. Kyzylsu, som kommer fra området nord for Trans-Alai i Kirgisistan, render også ud i Amu-Darya via floderne Surkhab og Vakhsh. Områderne omkring grænsen til Kina løber imidlertid via Tashkurganfloden mod Yarkandfloden og Tarimbasinet i Xinjiang i Kina.
Flere bjergpas fører fra Pamir over til Afghanistan, Kashmir og Xinjiang i en højde på 4-5.000 meter. I oldtiden gik handelsvejen mellem Kina og Romerriget over Pamir, og Marco Polo passerede sandsynligvis også Pamir på sin vej mod Kina.
Den nordlige del af Pamir er uden afløb og rig på saltsøer hvoriblandt Kara-Kul (ca. 4000 m.o.h.). Den sydlige del afvandes af flere fra øst til vest løbende bifloder til Pændsh.

## Klima
Klimaet er meget koldt. Området har lange og kolde vintre og korte, kølige somre. Bjergene kan være dækket af sne hele året rundt.
Mens skråningerne af de nordlige randkæder om vinteren tildænges med sne, så at de bliver ganske ubeboelige, er Pamir meget snefattigt. Sommeren er også meget fattig på nedbør, kun om foråret falder sne, hyppig ledsaget af kraftige storme.
Ved Viktoria-søen (3.700 m.o.h.) er årets gennemsnitlige fugtighed kun 39%. Nedbøren er 49 mm, hvoraf 39 mm i månederne april—juli. Middeltemperaturen er for januar ÷ 24,9 °C, for juli 16,8 °C. I den klare tynde luft er solens magt umådelig. Om foråret kan heden i solen være uudholdelig, mens luften i skyggen er isnende kold.
Snegrænsen nås først hen imod 5000 m.

## Plantevækst
Klimaet medfører, at plantevæksten oppe på højsletterne er sparsom, hovedsageligt græs med kun få træer, og nogle steder er der helt bart. Plantevæksten er udpræget steppeagtig. Løgvækster, græsser og alpine stauder danner mange steder gode græsgange, medens andre steder kan være næsten ørkenagtige. I de dybe dale mod vest omgives floderne af krat af pil, poppel og enebær. Først ved Pamirs grænser findes så dybe dale, at trævækst er mulig.

## Dyreliv
Dyreverdenen er rig, særlig på gnavere (Arctomys, Lagomys). Karakteristisk er et får (Ovis poli). Fuglene er talrige.

## Befolkning
Der bor nogle hundredtusinde mennesker i Pamirområdet, hovedsageligt i dalene mod vest. Befolkningen består i vest af tadsjiker og på højsletterne i øst af nomadiske kirgisere. I dalene mod syd og vest bor de indoeuropæiske vakhaner og galtshaer, der driver noget agerbrug. De vigtigste byer i området er Khorog i Pandzhdalen, Tashkurgan i Xinjiang og Murgab i Gorno-Badakhsjan.

## Transport
I Kina, i den sydøstlige udkant af Pamirregionen, ligger den højest beliggende internationale vej i verden: Karakoram Highway, som forbinder Pakistan og Kina. Pamir Highway, som er den næsthøjeste, går fra Dusjanbe i Tadsjikistan til Osj i Kirgisistan gennem Gorno-Badakhsjan og er den vigtigste forsyningslinje for denne isolerede region. Fra de vestlige dele fører veje fra de fleste sidedale og via Panjdalen til Tadsjikistans hovedstad Dusjanbe.

## Ekspeditioner
Først i 1800-tallet blev det nøjere kendskab til Pamirs forhold udvidet takket være en række ekspeditioner: i 1838 besøgtes Pamir af Wood, i 1873 af Forsyth, i 1876 af Kostenko. Senere er talrige ekspeditioner til Pamir blevet foretaget. Som de vigtigste forskere kan nævnes Grum Grshimailo (1885—87), Younghusband (1890), Ole Olufsen (1896—97 og 1898—99).

## Eksterne Henvisninger
- Information og fotos
- Pamirs Tourism Association, Tourist office in Khorog (Tajikistan)
- O. Olufsen: "Den danske Pamir-Expedition" (Geografisk Tidsskrift, Bind 14; 1897)
- O. Olufsen: "Den anden danske Pamir-Expedition" (Geografisk Tidsskrift, Bind 15; 1899)
- O. Olufsen: "Den anden danske Pamir-Expedition. Foreløbig Beretning om nogle Arbejder foretagne i Alitschurpamir" (Geografisk Tidsskrift, Bind 15; 1899)
- O. Olufsen: "Den anden danske Pamirexpeditions Vinterstation 1898—99" (Geografisk Tidsskrift, Bind 15; 1899)
- O. Olufsen: "Den anden danske Pamirexpedition" (Geografisk Tidsskrift, Bind 16; 1901)
- O. Olufsen: "Den anden danske Pamirexpedition 1898—99. Rejse i Garan" (Geografisk Tidsskrift, Bind 16; 1901)
- O. Olufsen: "Pamir. Alaisteppen, den afløbsløse Sa Kara Kul i det «de Ørken-Pamir og Ruten over Bjærgene mod Syd til Murghabfloden" (Geografisk Tidsskrift, Bind 17; 1903)
- O. Olufsen: "Pamir. Rejse igennem Roshan, Darvas og Karategin" (Geografisk Tidsskrift, Bind 18; 1905)
- O. Olufsen: "Pamir. Rejse igennem Roshan, Darvas og Karategin" (fortsat) (Geografisk Tidsskrift, Bind 18; 1905)
- Willaume-Jantzen: "Klimaet i Pamirlandet" (Geografisk Tidsskrift, Bind 13; 1895)

- Wikimedia Commons har flere filer relateret til Pamir

39°N 72°Ø / 39°N 72°Ø